# Pietre în alb
Pietre în alb este al patrulea album al formației Luna Amară. Materialul a fost lansat în data de 15 octombrie 2011 prin intermediul casei de discuri A&A Records, fiind editat – la fel ca discul precedent – doar în format CD. Conține 13 piese imprimate în studio la Cluj, ulterior mixate de producătorul britanic Adam Whittaker și apoi masterizate la Boston de către inginerul american de sunet Tom Waltz. Față de discurile anterioare, cel de față aduce în prim plan unele diferențe de abordare din partea trupei, atât la nivel de texte, cât și din punct de vedere muzical. De exemplu, trompeta – unul din principalele elemente ce particularizau sunetul Luna Amară – este prezentă aici doar în trei piese.
„Melodiile sunt deprimante și apăsătoare, super-negative, pline de ură și furie. Piese, precum «Versus» (care are aproape șapte minute) sunt mult prea lungi. Anevoios de parcurs, și deloc «radio-friendly», este primul material Luna Amară pe care a trebuit să îl parcurg în etape. La final, spre deosebire de primele trei albume compuse de trupa înființată la Cluj, nu m-am regăsit fredonând niciuna dintre piesele înregistrate aici. Multe dintre piesele epopeic de lungi devin mai mult decât plicticoase pe parcursul ascultării, iar Nick Făgădar rage în ultimul hal pe o serie de piese noi (cum ar fi «Bathtub Glory»). Mă bucur în schimb că, în sfârșit, și Luna Amară pășește în secolul 21 cu sound-ul (iar asta cred că se datorează influenței producătorului britanic Adam Whittaker). Luna Amară nu mai face politică și nu mai caută soluții la probleme. Consider «Când totul a murit tăcut» (interpretată de Mihnea) cea mai autobiografică compoziție de aici pentru formație.”—Richard Constantinidi, ClickZoomBytes, 3 noiembrie 2011
Albumul este plasat pe locul al treisprezecelea în topul albumelor românești ale anului 2011, clasament realizat de revista Muzici și Faze, cu următoarea mențiune: „Material corect de rock și atât.” După cea de-a doua ediție pe CD (apărută pe piață în 2016, tot la A&A Records), în 2022 Pietre în alb are parte de o lansare pe vinil, în format dublu disc de 12" (30 cm), prin intermediul Supersömnic Records.

## Piese
1. În gol (6:05)
2. Bathtub Glory (4:08)
3. Versus (6:54)
4. Când totul a murit tăcut (6:22)
5. În tine tu (5:45)
6. În lumină (5:18)
7. Doar gândul (5:56)
8. Pietre în alb (6:27)
9. Are We Happy Now (4:52)
10. Glow (5:50)
11. Monkey Retail (6:03)
12. Oameni noi (6:18)
13. Toți la fel (6:43)

## Personal
Componența formației:
- Mihnea Blidariu – vocal, chitară, trompetă, pian la piesa „Toți la fel”
- Nick Făgădar – vocal, chitară
- Mihnea-Andrei Ferezan – chitară
- Sorin Moraru – chitară bas
- Răzvan Ristea – baterie

A colaborat într-un grup de voce de fundal la piesa „Toți la fel”.
Detalii tehnice:
- Înregistrări muzicale efectuate la studioul Luna Recording din Cluj-Napoca (2011). Inginer de sunet: Oliver Vegh.
- Mixaje: Adam Whittaker (The Boom Boom Room, Cluj-Napoca). Masterizare: Tom Waltz (Waltz Audio Studio, Boston, SUA).
- Grafică: Costin Chioreanu (Twilight13Media). Sunetist de concert: Adrian „OQ” Neagoe.